# Gare de Liart
La gare de Liart est une gare ferroviaire française, fermée, située sur le territoire de la commune de Liart, dans le département des Ardennes, en région Grand Est.

## Situation ferroviaire
Ancienne gare de bifurcation, elle est située au point kilométrique (PK) 27,453 de la ligne d'Hirson à Amagne - Lucquy, déclassée entre Liart et Amagne - Lucquy, et au PK 199,934 de la ligne de Laon à Liart, déclassée entre Montcornet et Liart. Elle est également l'origine de la ligne de Liart à Tournes, ainsi que l'aboutissement de la ligne de Romery à Liart (ancienne voie ferrée d'intérêt local). Son altitude est de 227 mètres.

## Histoire

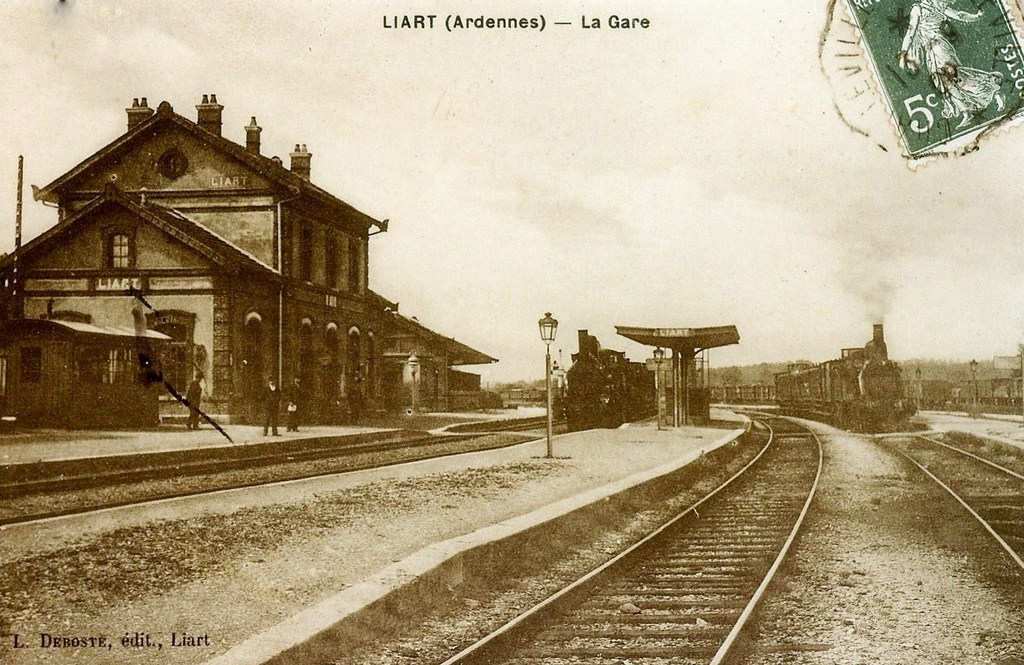
La gare, en 1908.

Jusqu'en 2022, la gare est desservie par des trains du réseau TER Grand Est, sur la relation de Lille-Flandres à Charleville-Mézières via Hirson (un aller-retour quotidien).

## Fréquentation
Selon les estimations de la SNCF, la fréquentation annuelle de la gare figure dans le tableau ci-dessous.
| Année               | 2022 | 2021 | 2020 | 2019 | 2018 | 2017 | 2016 | 2015 |
| ------------------- | ---- | ---- | ---- | ---- | ---- | ---- | ---- | ---- |
| Nombre de voyageurs | 331  | 288  | 203  | 274  | 24   | 10   | 7    | 22   |